# Pfäfers
Pfäfers est une commune suisse du canton de Saint-Gall, située dans la circonscription électorale de Sarganserland.

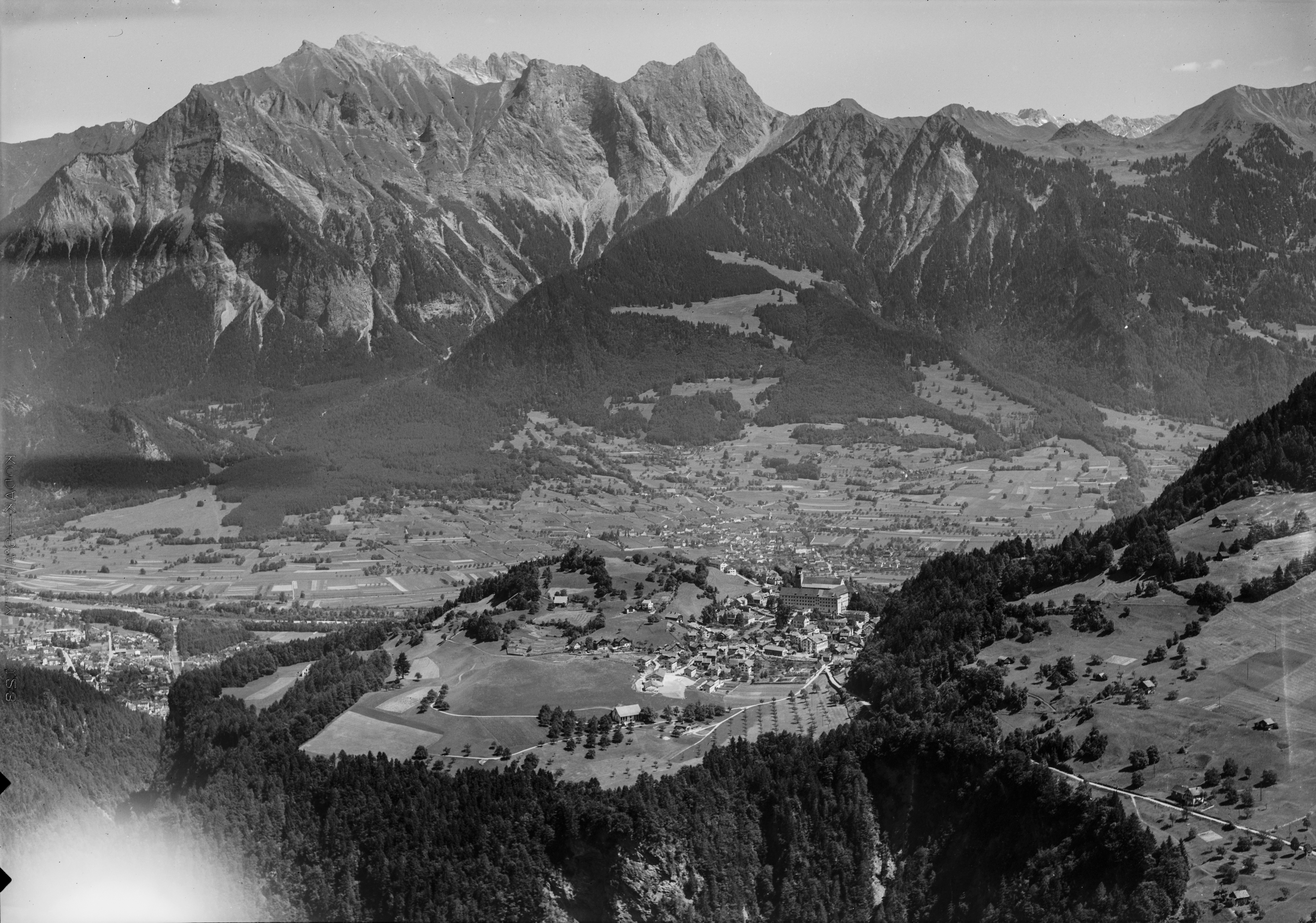
Photo aérienne (1954)

## Monuments
La commune compte sur son territoire le château de Wartenstein, l'ancienne abbaye bénédictine et ses bains, ainsi que l'habitat troglodyte du Drachenloch, tous inscrits comme biens culturels d'importance nationale.

## Transport
Le pont de la Tamina, le plus long pont en arc de Suisse, relie Pfäfers à Valens en franchissant la Tamina.